# Progetto 9935
Il progetto 9935, di origine cinese, si riferisce alla costruzione nazionale di una portaerei a propulsione convenzionale probabilmente influenzata dal design della portaerei russa Varyag, mai completata e il cui scafo è stato venduto ai cinesi e completato come Liaoning.

## Storia del progetto
All'inizio del programma, la Cina sembrava intenzionata a dotarsi di una classe di portaerei costruite ex novo, preferendola a una acquisita dal mercato. Non è ancora chiaro quale fosse l'opzione preferita da Pechino tenuto conto dei vincoli di bilancio e le diverse priorità di finanziamento navale, nonché degli enormi costi gravanti su un nuovo progetto.
L'eventuale acquisto di tale unità da parte della Marina cinese, prospetta anche il necessario acquisto di nuove unità di scorta necessari ad assicurare un efficace e adeguato supporto e protezione anti-nave, antiaereo e anti-sommergibile alla portaerei e alla sua squadra navale. A ciò va aggiunta la relativa inesperienza della Marina cinese sull'impiego in linea di vascelli dotati di queste capacità. Ad appesantire ulteriormente il programma è la necessità di acquisire, almeno in base al progetto iniziale, più di una nave di questo tipo, in modo da garantire la possibilità di intervenire su più scenari contemporaneamente e senza soluzione di continuità. Dati tali requisiti e il conseguente aumento dei costi del programma, l'ingresso in linea di tali navi è stato rimandato nel lungo periodo, anche se la Cina ha già finanziato gran parte della ricerca e dello sviluppo, oltre ad aver già avviato cicli addestrativi per gli equipaggi.

## Progetto 9935
Secondo un rapporto russo, la Cina avrebbe pianificato la costruzione di una portaerei con un dislocamento compreso tra le 40 000 e le 60 000 tonnellate. Lo studio di fattibilità e il progetto iniziale di questa portaerei è fu completato nel 1992 e la sua realizzazione presso il cantiere navale di Shanghai sarebbe dovuto iniziare nel 1999 con il nome in codice assegnato "piano 9985" o "progetto 9935". L'unità da costruire avrebbe previsto un dislocamento di circa 48 000 tonnellate e la capacità di trasportare 30 aerei da combattimento multi-ruolo SU-30MKK acquistati dalla Russia o versioni navalizzate dello Chengdu J-10.
Prima portaerei di progettazione, sviluppo e produzione interamente cinese, il vascello prevedeva tra le dotazioni sistemi verticali di difesa antiaerea e missili antinave sempre di produzione nazionale. Contemporaneamente all'inizio della realizzazione di tale unità, le autorità cinesi avviarono i lavori di adeguamento delle infrastrutture navali delle basi e dei porti di Shanghai, Dalian e Zhanjiang in modo da accogliere nel migliore dei modi la nuova nave e il suo equipaggio.
Il piano per la prima portaerei leggera a propulsione convenzionale cinese è stato stimato in circa 5 miliardi di yuan (pari a circa 700 milioni di dollari americani), di cui uno già speso per la prima fase del progetto, che ha ritardato sui tempi previsti. Infatti la portaerei avrebbe dovuto prendere servizio entro il 2005, due anni dopo il varo.
In origine il programma prevedeva la produzione di una portaerei ogni tre anni, ma al momento non ci sono notizie attendibili sullo stato di avanzamento del programma.

## Admiral Kuznecov
Nel settembre 2003, in occasione delle celebrazioni del suo cinquantenario, l'Harbin Technical University ha realizzato un modello in scala 1:100 di una futuribile portaerei cinese derivata dalla portaerei russa Kuznecov cui implementare dei miglioramenti come il collocamento di nuovi missili anti-nave e l'utilizzo di nuovi missili antiaereo.
Potrebbero inoltre essere imbarcati con un gruppo di volo basato su una versione navalizzata dello Shenyang J-11 o del Chengdu J-10, oltre a elicotteri Kamov per missioni ASW e AEW.

## Portaelicotteri
Nel gennaio 2004 la Cina ha reso nota la decisione di ritardare il programma relativo alla portaerei, provvedendo alla produzione di alcune unità portaelicotteri per ripianare il momentaneo gap capacitivo. A tal proposito è trapelato da fonti governative l'imminente accordo con una non precisata azienda europea per la progettazione, lo sviluppo e la cantierizzazione di navi portaelicotteri in attesa che il programma relativo alla portaerei possa avere seguito, pur in assenza di una reale capacità tecnologica.
Nel giugno 2005, secondo indiscrezioni, la Cina avrebbe completato la progettazione della portaerei iniziandone segretamente la costruzione ai primi di agosto dello stesso anno presso i cantieri di Jiang-nan delle isole Zhang-xing, vicino a Shanghai.
Il 29 giugno 2005, dalle colonne del quotidiano Hong Kong Economic Daily veniva riportato l'ammontare del progetto pari a 3 miliardi di yuan (circa 390 milioni di dollari), pari al 3% dell'intero budget impiegato per la difesa. Sempre secondo il quotidiano cinese la nave avrebbe un dislocamento a pieno carico di 78 000 tonnellate e sarebbe equipaggiata con motori russi capaci di spingerla a una velocità massima di 30 nodi. Di fabbricazione russa erano anche i radar, così come la componente di volo ad ala fissa composta dai 54 Sukhoi Su-33, più 13 elicotteri ASW di non precisata manifattura. L'entrata in servizio di tale unità era previsto per il 2008, ma Zhang Guang-qin, Vice Ministro della Commissione di Scienza, Tecnologia e Industria per la Difesa Nazionale, smentì le indiscrezioni su tale realizzazione facendo capire che tale realizzazione non avrebbe preso forma prima del 2010.
Anche a causa delle difficoltà riscontrate in questo programma, sembrerebbe che la Cina possa iniziare a dotarsi di grandi incrociatori da 10 000 t, probabilmente acquisendo dei primi modelli dall'Ucraina e ricrearne in proprio su quel modello, oltre dei portaelicotteri da utilizzare come gap-filler fino all'ingresso in linea della portaerei.
La scelta di dotarsi di portaelicotteri o portaerei è una opzione strategicamente importante in quanto nel primo caso, si acquisiscono notevoli capacità di supporto e proiezione delle forze nelle operazioni anfibie leggere o di infiltrazione, mentre nel secondo, viene potenziata la capacità di difesa aerea in caso di operazioni anfibie con la presenza di teste di ponte o comunque di grandi proporzioni.

## Programma finale
La portaerei in ultima analisi prospettata per la Cina potrebbe avere un dislocamento compreso tra le 40 000 e le 50 000 tonnellate, simile alla portaerei nucleare de Gaulle, pur preferendo, vista la complessità del progetto e le minori esigenze in termini di autonomia, riadattare le caldaie a vapore convenzionali al posto dei reattori nucleari, cui affiancare delle turbine a gas russe in modo da portare la velocità massima a 30 nodi. Le navi potrebbero accogliere 24 aerei da combattimento Su-30MKK da utilizzare con tecniche di decollo corto, con l'ausilio dello ski-jump. Sotto il ponte potrebbero essere installati due lanciamissili contenenti 24 ordigni ciascuno, ovvero il missile antinave russo SS-N-22 Sunburn o il più avanzato Yakhont. La Cina sta sviluppando anche un missile da crociera controcosta da implementare successivamente sulla nave. Probabilmente tale unità sarà costruita presso i cantieri Jiangnan di Shanghai.

## Evoluzione del progetto
Con circa 60 000 tonnellate di dislocamemento e una configurazione STOBAR o CATOBAR, il progetto 9985, variante del progetto originario, sarà in grado di trasportare approssimativamente 50 mezzi aerei. Sarebbe prevista la costruzione di due unità entro il 2020.